# Toronto-Est
Pour les articles homonymes, voir Toronto (homonymie).

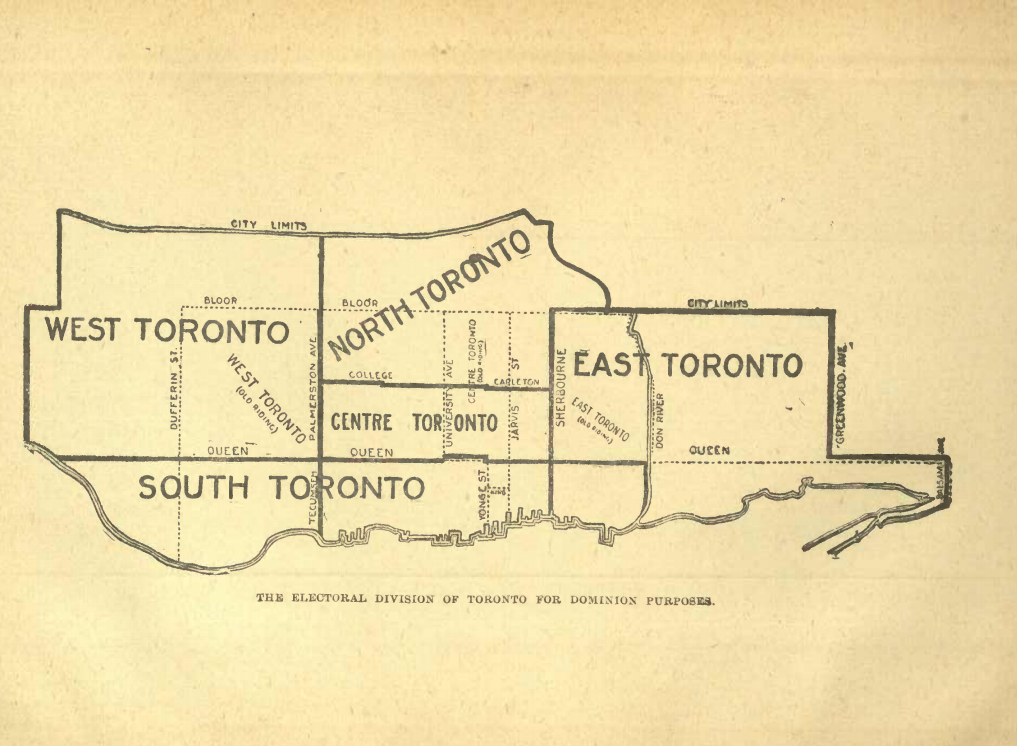
Carte des circonscriptions fédérales de Toronto en 1904

Toronto-Est fut une circonscription électorale fédérale de l'Ontario, représentée de 1867 à 1935. 
C'est l'Acte de l'Amérique du Nord britannique de 1867 qui créa le district électoral de Toronto-Est. Abolie en 1933, elle fut redistribuée parmi Broadview et Greenwood.

## Géographie
En 1867, la circonscription de Toronto-Est comprenait:
- Les quartiers St. Lawrence, St. Davids et St. James

## Députés
1. 1867-1874 — James Beaty (père), CON
2. 1874-1875 — John O'Donohue, L-C
3. 1875-1882 — Samuel Platt, IND
4. 1882-1891 — John Small (en), CON
5. 1891-1896 — Emerson Coatsworth, CON
6. 1896-1900 — John Ross Robertson, IND-CON
7. 1900-1908 — Albert Edward Kemp, CON
8. 1908-1911 — Joseph Russell, IND
9. 1911-1921 — Albert Edward Kemp, CON (2)
10. 1921-1934 — Edmond Baird Ryckman, CON
11. 1934-1935 — Thomas Langton Church, CON

- CON = Parti conservateur du Canada (ancien)
- L-C = Parti libéral-conservateur